# 大理石蟬蟹
大理石蟬蟹（学名：Hippa marmorata）为蟬蟹科蟬蟹屬下的一个种。其种加词“marmorata”意为“大理石纹的”。